# Komisarz armijny I rangi

Oznaczenia stopnia w Armii Czerwonej

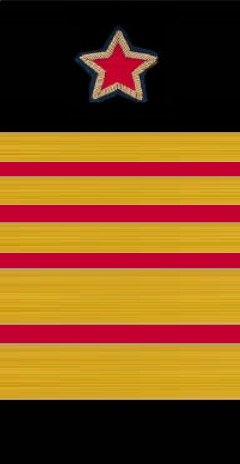
Oznaczenia stopnia we Flocie Czerwonej

Komisarz armijny I rangi (ros. aрмейский комиссар 1-го ранга) – specjalny, najwyższy stopień wojskowy w wyższym korpusie politycznym Armii Czerwonej i Floty Czerwonej w latach 1935–1942.
Bezpośrednio niższym był stopień komisarz armijny II rangi.
Stopień komisarza armijnego I rangi otrzymali:
- 1935: Jan Gamarnik (1894–1937) – pierwszy zastępca ludowego komisarza obrony ZSRR i szef Głównego Zarządu Politycznego Armii Czerwonej; zastrzelił się w przededniu aresztowania[3].
- 1937: Piotr Smirnow (1897–1939) – ludowy komisarz Marynarki Wojennej ZSRR; rozstrzelany 23 lutego 1939, rehabilitowany w 1956[4].
- 1939: Lew Mechlis (1889–1953) – szef Głównego Zarządu Politycznego Armii Czerwonej, 4 czerwca 1942 zdegradowany do komisarza korpuśnego, postanowieniem Rady Komisarzy Ludowych z 6 grudnia 1942 przeatestowany do stopnia generał porucznik;
- Jefim Szczadienko (1885–1951) – szef Zarządu do spraw Kadr Dowódczych i Kierowniczych Armii Czerwonej, postanowieniem Rady Komisarzy Ludowych z 6 grudnia 1942 przeatestowany do stopnia generał pułkownik[5]
- 1941: Aleksandr Zaporożec (1899–1959) – szef Głównego Zarządu Politycznego Armii Czerwonej, 8 października 1942 zdegradowany do stopnia komisarza korpuśnegopostanowieniem Rady Komisarzy Ludowych z 6 grudnia 1942 przeatestowany do stopnia generał porucznik[6].